# Florisol
Florisol es un barrio periférico perteneciente al distrito Bailén-Miraflores de la ciudad andaluza de Málaga, España. Está situado al suroeste del Monte Coronado. Limita al norte con el brrio de La Corta; al oeste con los barrios de Carlinda y Tejar de Sályt; y al sur con el barrio de Miraflores de los Ángeles, del que lo separa la Avenida de Valle Inclán.

## Transportes
En autobús queda conectado mediante las siguientes líneas de la EMT: 
| Línea | Trayecto                                      | Recorrido | Frecuencia    |
| ----- | --------------------------------------------- | --------- | ------------- |
| 6     | Alameda Principal - La Milagrosa              | Recorrido | 50 minutos    |
| 7     | Alameda Principal - Miraflores de los Ángeles | Recorrido | 10-11 minutos |